# Dan Stanislawski
Dan Stanislawski (Bellingham, Washington, 20 april 1903 – Berkeley, Californië, 12 juli 1997) was een historisch-geograaf uit de Verenigde Staten. Hij is vooral bekend door zijn onderzoek naar de politieke geografie van Portugal, en naar dorpsstructuren in Meso-Amerika na de komst van de Spanjaarden. Hij heeft verschillende academische prijzen en fellowships behaald.
Geboren in de staat Washington kwam Stanislawski op jonge leeftijd naar Californië. In 1934 begon hij geografie te studeren aan de Universiteit van Berkeley, waar hij in 1944 zijn Ph.D. haalde. Na korte betrekkingen aan de Universiteit van Syracuse en de Universiteit van Washington was hij van 1949 tot 1963 hoogleraar aan de Universiteit van Texas. Daarna was hij tot aan zijn pensioen in 1973 voorzitter van de Geografische Faculteit van de Universiteit van Arizona. Ook gaf hij les (in het Portugees) aan de Federale Universiteit van Rio de Janeiro. Hij was geïnteresseerd in wijn en schreef boeken over de wijnbouw in Portugal en Griekenland.
Stanislawski overleed op 94-jarige leeftijd aan kanker.

## Publicaties
- 1950: The Anatomy of Eleven Towns in Michoacan
- 1959: The Individuality of Portugal: A Study in Historical-Political Geography
- 1963: Portugal's Other Kingdom: The Algarve
- 1970: Landscapes of Bacchus: The Vine in Portugal
- 1983: The Transformation of Nicaragua: 1519-1548
- Ongepubliceerd ten tijde van zijn overlijden: Guatemala Villages of the Sixteenth Century

## Prijzen, posities en fellowships
- 1952–1953 en 1968–1969: Guggenheim Fellowship
- 1952–1953: Social Science Research Council Fellowship
- 1960–1961: Fulbright Fellowship
- 1963: Association of American Geographers Meritorious Contributions Award
- 1965: Gulbenkian Foundation Fellowship
- 1971–1972: Voorzitter van de Association of Pacific Coast Geographers

- International Standard Name Identifier: 0000 0001 1072 7009
- Library of Congress Control Number: n83055270
- Nationale Bibliotheek van Israël: 987007274552705171
- Nederlandse Thesaurus van Auteursnamen: 071450637
- Système universitaire de documentation: 059247185
- Virtual International Authority File: 79390776
- WorldCat: E39PBJkxKkbQc7dqR3pFTjmPQq